# Lubań (rejon wilejski)
Lubań (biał. Любань; ros. Любань) – agromiasteczko na Białorusi, w obwodzie mińskim, w rejonie wilejskim. W 2009 roku liczyła 984 mieszkańców.
Na terenie wsi znajduje się zabytkowy dworek z XIX wieku oraz drewniana cerkiew prawosławna pw. Soboru Świętych Białoruskich, przy której działa parafia. Z miejscowości pochodzi Jan Kanty Lubański, polski  ziemianin, bankier, działacz społeczny i filantrop.

## Historia
W czasach zaborów folwark w powiecie wilejskim, w guberni wileńskiej Imperium Rosyjskiego.
W latach 1921–1945 folwark a następnie majątek leżał w Polsce, w województwie wileńskim, w powiecie wilejskim, w gminie Kurzeniec.
Według Powszechnego Spisu Ludności z 1921 roku zamieszkiwało tu 155 osób, 63 były wyznania rzymskokatolickiego a 92 prawosławnego. Jednocześnie 94 mieszkańców zadeklarowało polską a 61 białoruską przynależność narodową. Było tu 28 budynków mieszkalnych. W 1931 w 5 domach zamieszkiwały 122 osoby.
Wierni należeli do parafii rzymskokatolickiej i prawosławnej w Kurzeńcu. Miejscowość podlegała pod Sąd Grodzki w Wilejce i Okręgowy w Wilnie; właściwy urząd pocztowy mieścił się w Kurzeńcu.
W wyniku napaści ZSRR na Polskę we wrześniu 1939 miejscowość znalazła się pod okupacją sowiecką. 2 listopada została włączona do Białoruskiej SRR. Od czerwca 1941 roku pod okupacją niemiecką. W 1944 miejscowość została ponownie zajęta przez wojska sowieckie i włączona do Białoruskiej SRR.
Od 1991 w składzie niepodległej Białorusi.

## Parafia rzymskokatolicka
Parafia leży w dekanacie wilejskim archidiecezji mińsko-mohylewskiej. Została zarejestrowana w 2007 r. Nabożeństwa odbywają się w prywatnym domu przystosowanym do celów liturgicznych.